# 681 Gorgo
681 Gorgo este un asteroid din centura principală, descoperit pe 13 mai 1909, de August Kopff.